# Life Size (Grandezza naturale)
Life Size (Grandezza naturale) (Grandeur nature) è un film del 1973 diretto da Luis García Berlanga.

## Trama
Un affermato dentista della classe media con una bella e brillante moglie finisce con l'innamorarsi di una bambola di gomma, la quale diviene presto il proprio personale feticcio sessuale, un modo per lui di cercare la sottomissione ad una donna attraverso un oggetto inanimato.